# Getebuberget

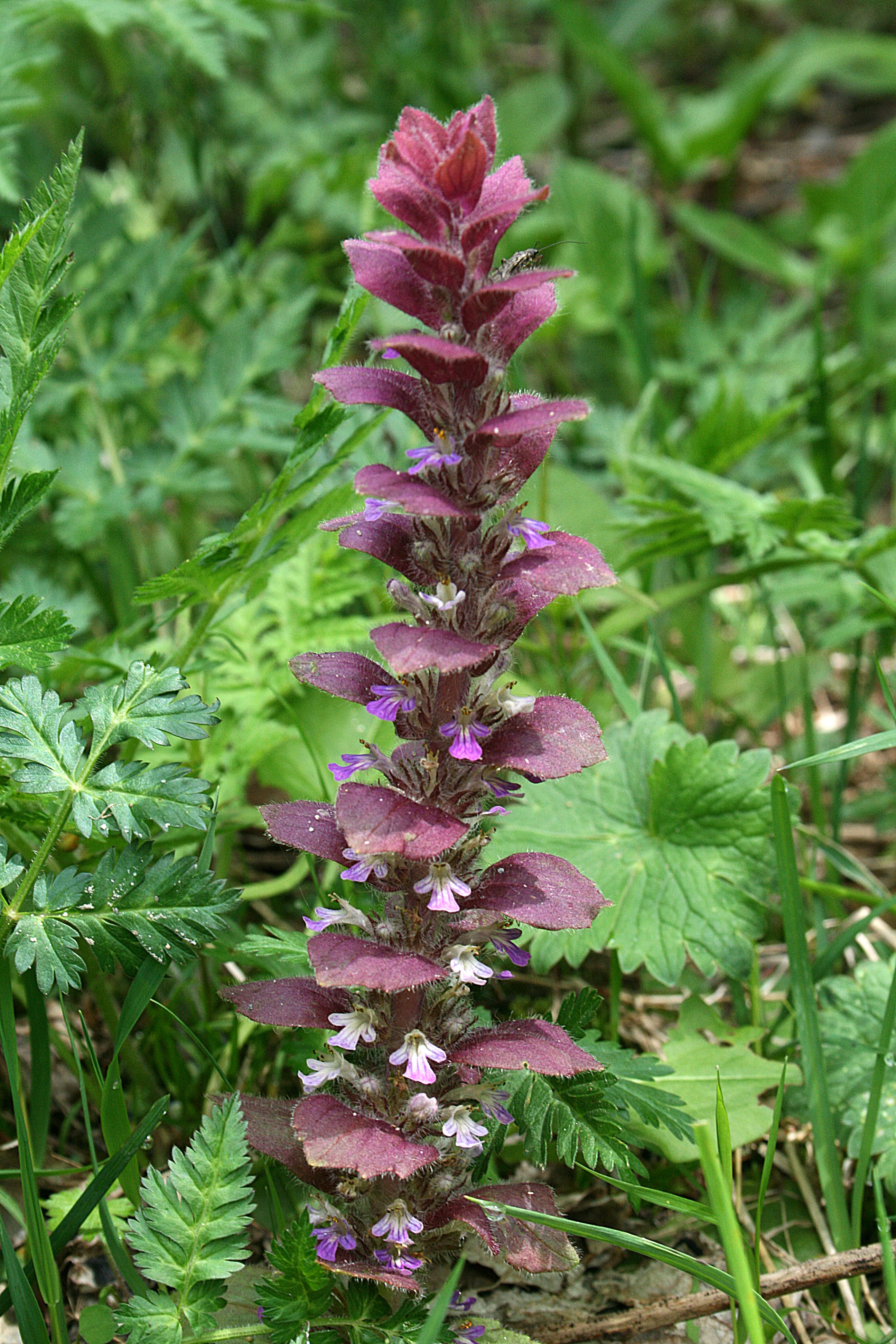
Blåsuga

Getebuberget är ett naturreservat i Bengtsfors kommun i Dalsland.
Reservatet domineras av två åsar. Mellan dessa ligger myrområdet Budalen. I detta myrområde ligger även ruinerna efter Torpet Budalen, idag består ruinen av stora stenmurar runt området och en skifferskorsten som är intakt .  I väster ligger Hakerudsmossen. I branterna dominerar barrskog men det finns ävern gammal odlingsmark. Berggrunden är kalkrik vilket bidrar till en artrik flora. Sammanlagt finns ett 15-tal rödlistade arter.  
På åsarna växer t.ex. kattfot, prästkrage, jungfrulin, vippärt, blåsuga och blåsippa.
Reservatet avsattes 2009 och omfattar 142 hektar. Det förvaltas av Västkuststiftelsen och är beläget 5 km norr om Laxarby.